# Локомотив (футбольный клуб, Бельцы)
«Локомотив» Бельцы — молдавский футбольный клуб из города Бельцы.

## История
Основан в 1940 году, является одним из старейших клубов Молдовы.
В сезоне 1999/2000 стартовал в Дивизионе «Б». После занятого четвёртого места в следующих сезонах отказался от дальнейших выступлений. Лишь в сезоне 2007/2008 возобновил участие в турнире, и дебютировал уже в Дивизионе «А», в котором занял 6-е место. В сезоне 2008/2009 занял 3-е место и дошёл до 1/8 финала Кубка Молдовы. В 2011 году Локомотив стал победителем в Дивизионе «A». Таким образом, клуб должен был играть в Молдавском Национальном Дивизионе, но так как клуб не подал заявки на лицензии, из-за нестабильной финансовой базы, продолжил выступать в Дивизионе «А».
В 2014 году клуб прекратил свое существование.

## Цвета клуба
| Красный | Зелёный |

## Известные игроки
- Овсянников, Георгий
- Орловский, Николай
- Берко Виктор